# Casa-fàbrica Cauhé
La casa-fàbrica Cauhé era un conjunt d'edificis situats al carrer de l'Hospital, 121 i 125 i de l'Aurora, 6 del barri del Raval de Barcelona, avui desapareguts.

## Història
El 1822, la botiguera Maria Cauhé (de soltera Batlle) va demanar permís per a remuntar dos pisos i reformar la façana de l'edifici núm. 7 (121 modern) del carrer de l'Hospital, segons el projecte del mestre de cases Andreu Pedrerol. El juny del 1832, el seu fill, el taverner Jeroni Cauhé i Batlle (†1861), va demanar permís per a remuntar un quart pis i reformar la façana de la casa núm. 9 (125 modern), segons el projecte del mestre de cases Miquel Bosch i Camps. El juliol del mateix any, Cauhé va presentar una sol·licitud per a remuntar la seva casa fins a l'alçada màxima permesa (93 pams), però aquest cop sota la direcció del mestre d'obres Antoni Valls i Galí. El 1838, Maria i Jeroni van llogar la botiga, el primer pis i la «quadra» del núm. 61 (modern 121) al fabricant de filats Josep Urell, per 5 anys, a raó de 800 lliures anuals. Segons la Guía de forasteros en Barcelona, el 1842, Urell s'havia traslladat a un altre indret i hi havia la filatura de Teodor Florensa i Cia.

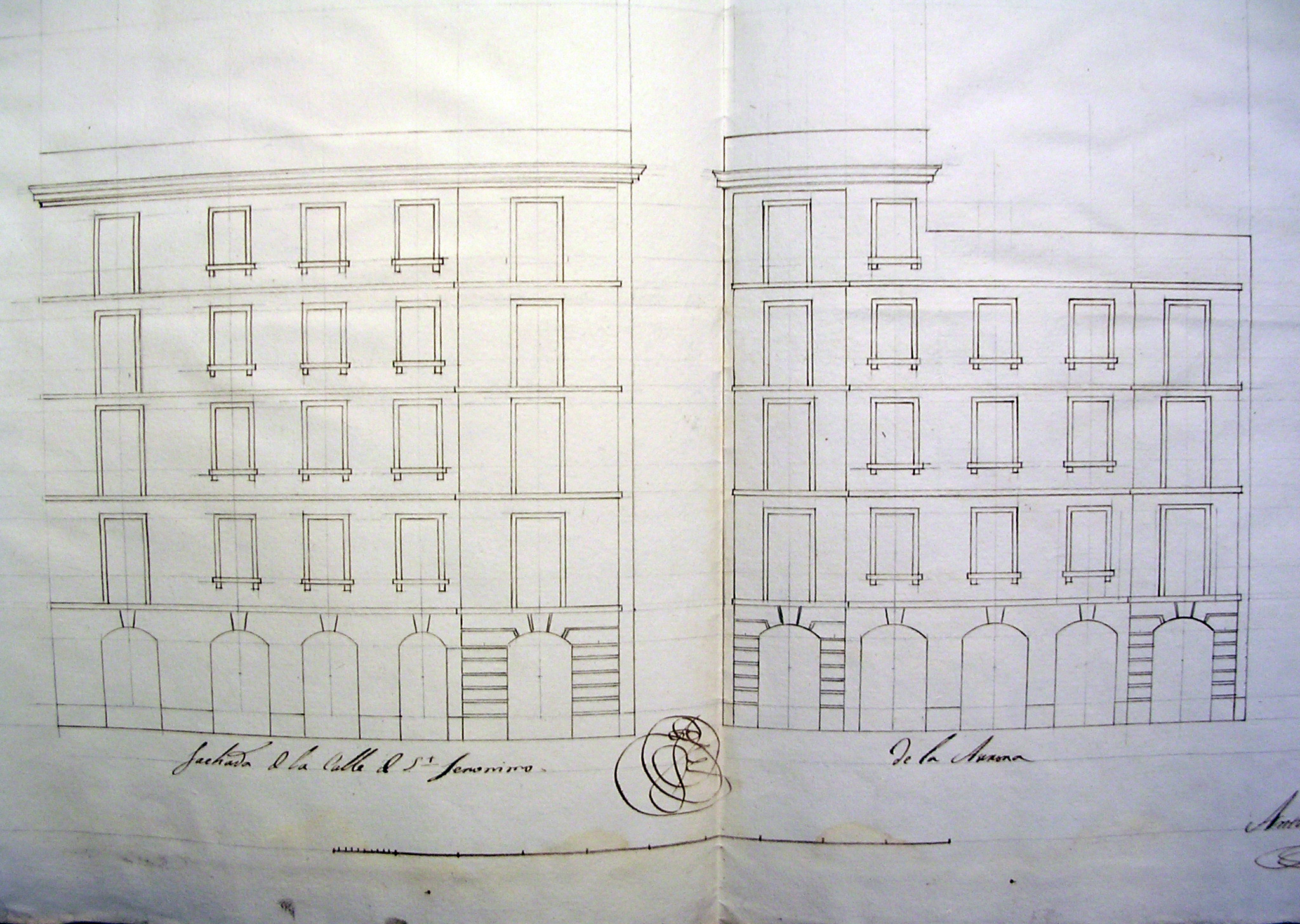
Projecte d'edifici als carrers de l'Aurora i de Sant Jeroni (1840)

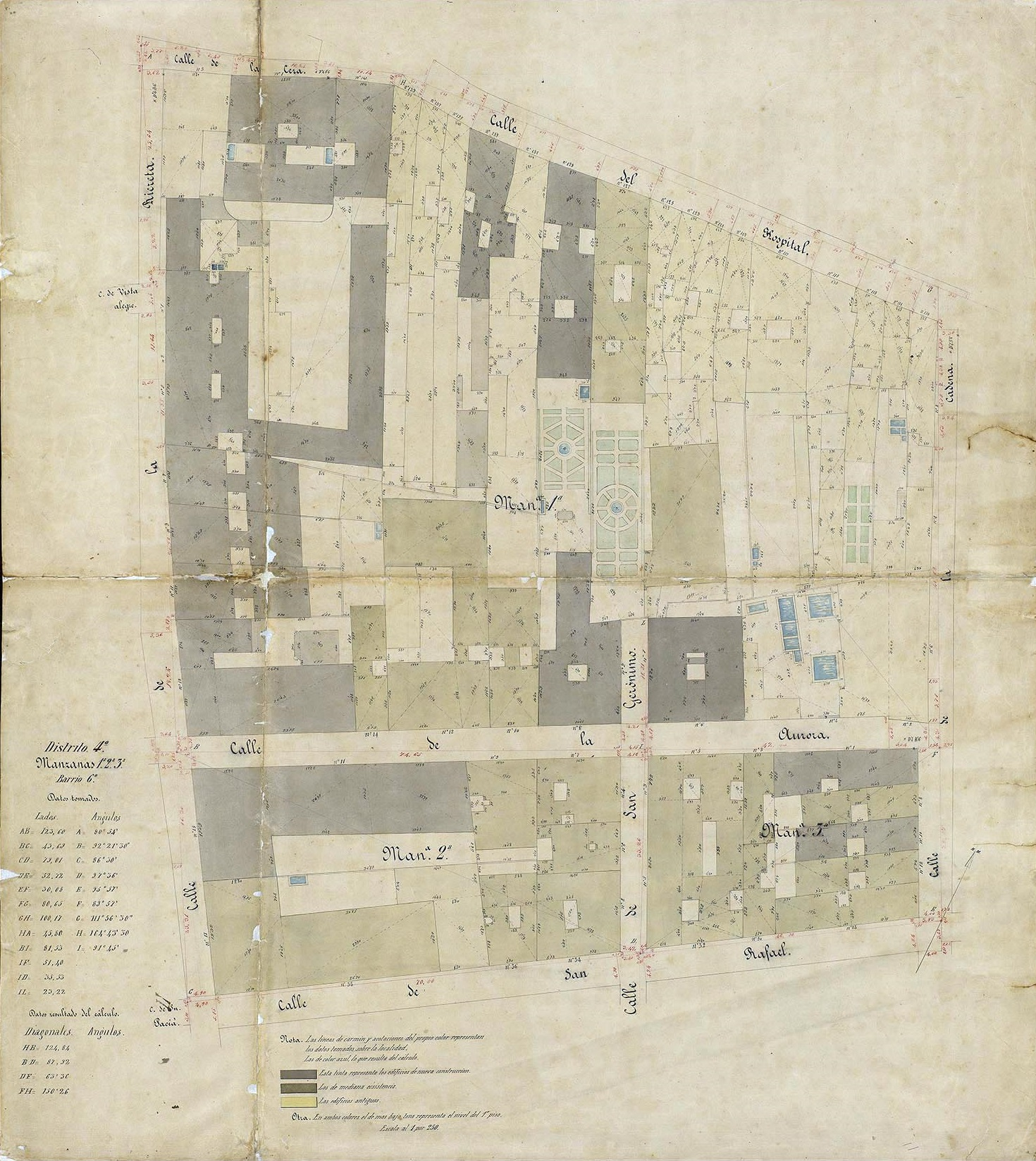
Quarteró núm. 98 de Garriga i Roca (c. 1860)

L'abril del 1840, Jeroni Cauhé va presentar una sol·licitud per a edificar una edifici de planta baixa i quatre pisos a la cantonada dels carrers de Sant Jeroni i de l'Aurora, segons el projecte del mateix autor: «D. Gerónimo Cauhé y Batlle, […] posee tres solares del terreno que fue huerto del Hospital G[enera]l de esta ciudad, que miran á las calles de S. Gerónimo y de la Aurora, […] en las cuales desea edificar construyendo las fachadas con arreglo al perfil que acompaña [...]». El 1845, el mateix Valls i Galí es va encarregar de completar el quart pis a la banda del carrer de l'Aurora i de compartimentar l'edifici en habitatges. En aquest indret hi hagué la tintoreria de Narcís Rosés, que va patir un incendi el 5 de juny del 1884.
La filla de Jeroni, Teresa Cauhé i Rosés, es va casar amb Isidre Bultó i Almirall (1804-1863) i l'hereu fou Joan Bultó i Cauhé (†1889). La seva germana Inès (†1918) es va casar amb Lluís Buxeres i Abat (1838-1909), i el 1905, el seu fill Joan Buxeres i Bultó (†1935) va fer enderrocar els edificis del carrer de l'Hospital per a construir-hi un nou edifici d'habitatges, a més d'un magatzem de planta baixa en substitució de l'antiga «quadra».